# بيتر شرايبر
بيتر شرايبر هو رامي الرمح ‏ ألماني، ولد في 9 أغسطس 1964.

## وصلات خارجية
- بيتر شرايبر على موقع الاتحاد الدولي لألعاب القوى (الإنجليزية)